# Escuela de Tráfico
La Escuela de Tráfico es un centro de formación de la Guardia Civil situado en la ciudad de Mérida, capital de Extremadura (España), para especialistas de la Guardia Civil encargados de la vigilancia y control de tráfico, que se llama la Agrupación de Tráfico, en los lugares cuyas competencias no hayan sido asumidas por las Policías Autonómicas y Locales, así como la de albergar el Departamento de Investigación y Reconstrucción de Accidentes de Tráfico (DIRAT). En estas dependencias también se imparten cursos de la Dirección General de Tráfico (DGT) y parte del curso de acceso a la especialidad del SEPRONA de la Guardia Civil.

## Historia
Entre los años 1953 y 1958, se le encomienda a la Comandancia de Madrid la vigilancia y control del tráfico en tramos de carreteras nacionales próximos a Madrid de longitudes aproximadas a los 100 km, implantándose para ello una modalidad de servicio para sustituir a los antiguos métodos de vigilancia de las carreteras públicas.
El personal elegido para esta tarea fue escrupulosamente seleccionado, puesto que sus conocimientos debían ser especiales, tanto teóricos como prácticos. Para lograr esta especialización, su instrucción se encomendó a un Oficial por Compañía, que fue instruido anteriormente, sobre la materia especial de la que se encargaría, el cual impartía clases diarias que trataban de temas referidos a esa problemática: denuncias, felicitaciones, incidentes y quejas, pliegos de descargo, etc.  
Los primeros servicios se realizarían en Land-Rover.
La Unidad Piloto fue, a su vez, el primer paso para la constitución de un centro técnico-profesional en el que se derrochó desde sus comienzos mucha más esperanza que experiencia, pues presidió un gran sentido de autosuficiencia el empeño para superar con imaginación los primeros obstáculos. Espontáneamente surgieron clases de una hora al día, donde la materia básica y casi única fue el estudio a fondo del Código de la Circulación, en su doble vertiente teórica y práctica, comentando incidentes reales que hubieran surgido durante el servicio.
Para el adiestramiento,los oficiales instructores dieron preferencia a la consecución de expertos motoristas, logrando un perfecto entendimiento del hombre y la máquina. Superada la primera fase, cuando se contó con un grupo suficiente, el 31 de enero de 1959 fue convocado el primer curso de Información sobre Circulación para oficiales. No todos los oficiales superaron el curso, pero ya se contó con 9 Capitanes y 18 Tenientes que constituyeron el cuadro de profesores para el segundo curso de Suboficiales y Tropa convocado el 18 de febrero, denominado de "Vigilancia de Carreteras" cuyo desarrollo tuvo lugar entre el 15 de abril y el 15 de julio en la Academia de El Escorial.
La selección de personal fue rigurosa, las materias a desarrollar se ampliaron sucesivamente, siendo la conducción de motocicletas la asignatura básica y común para todas las especialidades, con tres horas diarias de enseñanza práctica.

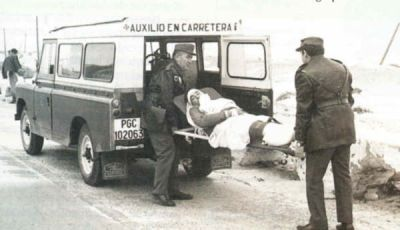
Rescatan una persona herida en un accidente de tráfico.

En un primer ciclo, es decir, desde el 14 de abril de 1959, que comienza el primer curso en la Academia de El Escorial, hasta el 26 de octubre de 1961, que se da por concluido el decimoséptimo, la Academia de Tráfico, sin instalaciones propias, tuvo su periodo de transitoriedad, realizándose siete curso en El Escorial, dos en el Campamento del Frente de Juventudes de dicha localidad, uno en el de Colmenar Viejo, dos en el Colegio de Guardias Jóvenes de Valdemoro (Madrid) y cinco en el Parque de Automovilismo.
A partir de 1962, los cursos se impartieron en la Comandancia Móvil y Parque de Automovilismo y las clases prácticas de conducción en unos terrenos de la zona militar de Campamento, conocida como Venta la Rubia.
En el año 1986, la Academia de Tráfico cambia de ubicación y pasa a ocupar estancias anejas al Colegio de Guardias Jóvenes de Valdemoro (Madrid).
Desde el 1 de enero de 1996, por Orden General del Cuerpo núm. 1, queda ubicada la Escuela de Tráfico en las nuevas dependencias de Mérida (Badajoz).
El 31 de enero de 1996, fueron inauguradas las actuales instalaciones de la Escuela de Tráfico, por SS.MM. Los Reyes de España, cumpliéndose así las aspiraciones de la Agrupación de Tráfico, de tener sus propias instalaciones para la formación del personal que prestará servicio en la especialidad.